# Діана Варнайте
Діана Варнайте (лит. Diana Varnaitė; нар. 15 лютого 1968, Вільнюс) — литовська громадська діячка та історик, відома, насамперед, своєю активною діяльністю зі збереження культурної спадщини Литви. Радниця канцелярії уряду Литовської Республіки.

## Життєпис
Діана Варнайте народилася 15 лютого 1968 року у Вільнюсі. У 1986 році закінчила Вільнюську середню школу № 9. У 1986—1991 роках навчалася на історичному факультеті Вільнюського університету. Під час навчання з 1989 по 1991 рік працювала послідовно молодшою медсестрою та помічником вихователя у 1-му Вільнюському інтернаті.
У 1991—1992 роках Варнайте — молодший науковий співробітник Центру культурної спадщини Литви, а у 1992—1993 — головний історик Центру культурної спадщини та голова історичної групи Центру. У 1993—1995 роках — головний інспектор інспекції культурної спадщини Литовської Республіки, начальник відділу пам'яток історії, а пізніше — начальника відділу пам'яток археології. З 1995 по 1997 рік — головний спеціаліст Державної комісії з охорони пам'яток історії Литви.
У 1997—2005 роках Варнайте обіймала посаду Директора Департаменту охорони культурної спадщини Міністерства культури Литовської Республіки. З 2005 року працює викладачем історичного факультету Вільнюського університету. З 2006 по 2008 рік працювала у Литовській асоціації музеїв як спостерігач проекту «Компетенція музеїв XXI століття та їх освітня здатність». У 2007—2008 роках — голова Литовської спілки реставраторів. З 2008 по 2018 рік — Директор департаменту культурної спадщини при Міністерстві культури Литви.
На 2019 рік Діана Варнайте є радником канцелярії Уряду Литви з питань релігії, державного управління та соціальної політики.
22 листопада 2019 року Президент України Володимир Зеленський нагородив Діану Варнайте Орденом княгині Ольги ІІІ ступеня за вагомий внесок у вшанування пам'яті жертв Голодомору 1932—1933 років.